# Gordon H. Bower
Gordon Howard Bower (* 30. Dezember 1932 in Scio, Ohio; † 17. Juni 2020 in Stanford, Kalifornien) war ein US-amerikanischer Psychologe.

## Leben
Bower studierte an der Western Reserve University (Bachelor-Abschluss 1954) und wollte ursprünglich Psychiater werden, wandte sich dann aber der Psychologie zu und wurde nach dem Master-Abschluss 1957 zwei Jahre später 1959 an der Yale University in experimenteller Psychologie (Lerntheorie) promoviert. Danach ging er an die Stanford University, wo er 1959 Assistant Professor wurde und 1966 eine volle Professur erhielt. 2008 wurde er emeritiert.
1987 war er Gastprofessor in Marburg und 2003 und 2005 an der University of Texas at Austin. 1992/93 war er Chief Scientific Advisor des Direktors des National Institute of Mental Health.
Er befasste sich insbesondere mit Gedächtnisforschung (einschließlich Computermodellen des Gedächtnisses, Gedächtnishilfen), Konditionierung, Lernen, Sprachverständnis, Modifikation des Verhaltens.
2005 erhielt er die National Medal of Science. 1973 wurde er Mitglied der National Academy of Sciences, 1975 der American Academy of Arts and Sciences und 2004 der American Philosophical Society. 1967 war er Gründer der Cognitive Science Society und 1987/88 deren Präsident. Er war Präsident der Western Psychological Society und 1991 bis 1993 der American Psychological Society und ist mehrfacher Ehrendoktor (Basel, Indiana State University, University of Chicago). 1993 bis 2006 war er Chief Scientific Advisor der American Psychological Association.
Er heiratete 1957 Sharon Anthony Bower. Aus der Ehe gingen drei Kinder hervor.

## Schriften
- mit R. C. Atkinson, E. J. Crothers: An introduction to mathematical learning theory, Wiley 1965
- mit T. Trabasso: Attention in Learning, Wiley 1968
- mit S. A. Bower: Asserting yourself: A practical guide for positive action, Addison-Wesley 1976
- mit Ernest Hilgard: Theories of Learning, Prentice-Hall, 5. Auflage 1981
  - Deutsche Ausgabe: Theorien des Lernens, Klett 1970
- How to...uh...remember, Psychology Today, Oktober 1973
- mit J. Anderson: Human associative memory, Washington: Winston 1973
- Kapitel Brain & behavior; Sensation, perception, learning; Memory; Cognition; Language and its acquisition. In: Bootzin, Bower, Zajonc. Psychology Today, Random House 1985 (in der 7. Auflage 1990 ist er als Mitherausgeber aufgeführt mit Bootzin, Bower, J. Crocker, F. Hall)
- Herausgeber mit V. Hamilton, N. Frijda: Cognitive perspectives on emotion and motivation, Kluwer 1988
- mit R. D. Hawkins: Computational models of learning in simple neural systems. In:  G. H. Bower (Hrsg.), The psychology of learning and motivation, Band 23, Academic Press 1989
- mit D. Morrow: Mental models in narrative comprehension. Science, Band 247, 1990, S. 44–48